# Motion JPEG
Motion JPEG (MJPEG) är en komprimeringsstandard för video där varje enskild bild komprimeras med JPEG-standarden. Till skillnad mot den mer vanligt förekommande standarden MPEG ingår i denna standard inte någon rörelsekompensation och ej heller någon hantering av "interlaced (sammanflätad) video". MJPEG-standarden tillåter därmed inte lika effektiv komprimering som MPEG.